# Jesús de Santa Bárbara
Jesús de Santa Bárbara – dystrykt w Kostaryce, w kantonie Santa Bárbara, w prowincji Heredia.

## Geografia i dzika przyroda
Jesús de Santa Bárbara ma powierzchnię 6,94 kilometrów kwadratowych i leży na wysokości 1 300 m n.p.m..
Główne dzielnice to Calle Solís, Mitad Sur de la Cuesta Colorada (Dolne Czerwone Wzgórze), Quebrada la Cruz (rzeka Cruz), Urbanización Cifuentes, Calle de Trapiche, Rosa Blanca (Biała Róża), La Teofila i Central Jesús. W północno-zachodniej części dzielnicy znajdują się dzielnice Birrí, La Catalina, La Cuesta Colorada (Czerwone Góry) i San José de Altagracia.
Podobnie jak większość Kostaryki, Krajowa Komisja ds. Zapobiegania Ryzyku umieszcza Jesúsa w strefie wysokiego ryzyka. Przez Jesúsa przepływa kilka dużych rzek. Należą do nich Quebrada Burros, Quebrada Birrí, Río Porrosati i Quebrada Cruz.
W Jesús zaobserwowano ponad 60 różnych gatunków ptaków.

## Demografia
Według zliczenia ludności w 2011 roku w dystrykcie Jesús de Santa Bárbara mieszkało 8 319 mieszkańców.

## Transport

### Transport drogowy
Przez dystrykt Jesús de Santa Bárbara biegną następujące drogi krajowe:
- Droga krajowa nr 114
- Droga krajowa nr 126
- Droga krajowa nr 128